# Рясинка
Ря́синка (каз. Рясинка) — село у складі району Шал-акина Північноказахстанської області Казахстану. Входить до складу Афанасьєвського сільського округу.
Населення — 79 осіб (2021; 139 у 2009, 227 у 1999, 276 у 1989).
Національний склад станом на 1989 рік:
- росіяни — 36 %
- казахи — 28 %
- німці — 28 %.